# Eusébio Oscar Scheid
Eusébio Oscar Scheid S.C.I. (Bom Retiro, Joaçaba, 8 de diciembre de 1932 - São José dos Campos, Estado de São Paulo, 13 de enero de 2021) fue un cardenal, teólogo y profesor universitario brasileño, arzobispo emérito de São Sebastião do Rio de Janeiro, ordinario emérito para los fieles de rito oriental residentes en Brasil.

## Vida
Estudió en el seminario de los Padres Dehonianos y fue ordenado sacerdote en Roma el 3 de julio de 1960. Posee una especialización y un doctorado en cristología.
De vuelta en su tierra natal fue profesor de teología dogmática y de liturgia hasta su nombramiento como obispo de São José dos Campos el 11 de febrero de 1981; fue ordenado el 1 de mayo.
Fue nombrado arzobispo de Florianópolis el 23 de enero de 1991.
El 25 de julio de 2001, fue nombrado arzobispo de São Sebastião do Rio de Janeiro, y ese mismo año fue nombrado Ordinario para los fieles de rito oriental residentes en Brasil. También fue Presidente de la Región Sur IV de la Conferencia de los Obispos de Brasil.
Es arzobispo emérito de São Sebastião do Rio de Janeiro desde febrero de 2009.
Ordinario emérito para los fieles de rito oriental residentes en Brasil desde julio de 2010.
Fue creado y proclamado Cardenal por Juan Pablo II en el consistorio del 21 de octubre de 2003, con el título de Santos Bonifacio y Alejo.
Participó en el cónclave de 2005, en el que fue elegido Benedicto XVI.
Falleció de COVID-19 el 13 de enero de 2021. Sus restos descansan en la Catedral de San Dimas de la ciudad de San José de los Campos.